# Velocemente da nessuna parte
Velocemente da nessuna parte è un romanzo della scrittrice e  musicista italiana Grazia Verasani pubblicato nel 2006. È il secondo libro dove compare il personaggio di Giorgia Cantini; narrato in prima persona dalla protagonista è ricco di citazioni musicali.

## Trama
Giorgia quarantenne investigatrice privata di Bologna si occupa di piccole indagini, soprattutto squallidi tradimenti, ma durante le ricerche sulla scomparsa di una prostituta d'alto bordo incappa in un omicidio.

## Edizioni
- Velocemente da nessuna parte, Universale Economica Noir, Feltrinelli, 2009,  p. 224, ISBN 9788807721359.